# Ochropleura albicosta
Ochropleura albicosta là một loài bướm đêm trong họ Noctuidae.